# Francesca Gentili
Francesca Gentili est une joueuse italienne de volley-ball née le 28 mars 1990 à Bolzano. Elle mesure 1,86 m et joue au poste de centrale.

## Clubs
| Club            | Pays   | De        | À         |
| --------------- | ------ | --------- | --------- |
| Club Italia     | Italie | 2005-2006 | 2006-2007 |
| Teodora Ravenna | Italie | 2007-2008 | 2007-2008 |
| Esperia Cremona | Italie | 2008-2009 | 2008-2009 |
| Verona Volley   | Italie | 2009-2010 | 2010-2011 |
| Tiboni Urbino   | Italie | 2011-2012 | 2012-2013 |
| Neruda Volley   | Italie | 2013-2014 | …         |

## Palmarès
- Championnat d'Europe des moins de 20 ans
  - Vainqueur : 2008